# 国家信息中心
国家信息中心，是中华人民共和国国家发展和改革委员会直接领导的国家经济信息系统的龙头。

## 简介
1986年，中华人民共和国国务院批准建设国家经济信息系统并组建国家经济信息中心。1987年1月，在国家统计局和国家计委计算中心、国家计委预测中心、国家计委信息管理办公室的基础上，正式组建国家经济信息中心。1988年1月22日，邓小平题名“国家信息中心”。2010年，经中央编办批准同意，国家信息中心加挂国家电子政务外网管理中心牌子，承担国家电子政务外网的运行维护和相关管理工作。2012年，经中央编办批复，设立国家发展和改革委员会电子政务工程中心并代为管理。
国家信息中心成立后，在国家发展和改革委员会的直接领导下，围绕决策支持服务、信息技术服务、信息内容服务三个方向，打造了“四网二库五品”业务品牌。“四网”是指国家电子政务外网、国家发展改革委电子政务网、中国经济信息网、全国经济信息系统合作网。“二库”是指基础经济数据库、政务信息库。“五品”是指宏观经济监测预测及政策模拟、中国信息社会测评、重点行业（区域）监测分析、电子政务工程研究及咨询评估、网络与信息安全服务五个产品。
- 在决策支持服务方面，国家信息中心在经济模型研制和应用中一直处于中华人民共和国国内领先地位，所构建的模型分析系统被应用在国家年度计划、中长期规划、重大政策的测算、模拟、论证中。21世纪，国家信息中心先后参加国家信息化领导机构关于电子政务、信息资源开发、信息安全等方面文件起草和编制工作，承担了信息化、电子政务、电子商务、信息安全等专项规划的研究和起草[1]。

- 在信息技术服务方面，国家信息中心和国家信息系统参与完成了大批电子政务重点工程建设任务。2002年后，国家信息中心策划、设计或参与建设了国家电子政务外网平台、宏观经济管理信息系统（“金宏”工程）、自然资源和空间地理基础信息库、政党外交信息系统等电子政务工程，并完成国家863计划重点项目——国家电子政务试点示范工程国家发展改革委子项的建设。其中，国家电子政务外网平台建设是中华人民共和国第一个跨部门、跨地区实现政务网络互联互通的公共平台。随后依托该平台部署全国企业投资项目在线审批监管平台、国家社会信用信息数据交换平台、国家发展改革委互联网大数据分析云平台等。此后根据国务院办公厅印发的〔2014〕66号文件要求，牵头推进国家电子政务外网网络平台和安全体系建设[1]。

- 在信息内容服务方面，国家信息中心在房地产、汽车、金融等领域的信息咨询服务形成了业务品牌。1996年，中国经济信息网开通[1]。

2012年3月16日，国家信息中心和北京国双科技有限公司就联合成立“国家信息中心网络政府研究中心”（简称国家信息中心网研中心）举行签约仪式，建立战略合作伙伴关系。2013年，国家信息中心网研中心将“基于大数据的智慧网站建设”作为核心理念，开始在实践中大规模应用， 并推出网络智能分析系统、大数据网站分析云中心平台等产品，在全国多个部委（农业部、林业部等）和省市政府（北京市、上海市、海南省、成都市、北京市东城区等）门户网站中的应用，2014年新版中央政府门户网站上线。2012年起，国家信息中心网研中心基于大数据应用，配合部分中央部委和省市开展智慧政府门户建设的探索，打造专业产品“政府网络智能分析系统”（Government Web Dissector，简称GWD系统），应用于政府门户网站建设中。2013年，国家信息中心抓住大数据元年的时机，围绕大数据推出系列产品和服务模式。2012年国家信息中心开始探索与企业合作的模式，陆续与北京国双科技有限公司、南京大汉网络有限公司、开普互联科技有限公司等合作。2013年开始探索与地方信息中心的合作，与上海市经济信息中心合作成立国家信息中心上海分中心。
国家信息中心是中央财政一级预算单位，部门预算由国家信息中心本级预算组成。

## 职责
国家信息中心（国家电子政务外网管理中心）的主要职责是：
1. 承担国家发展改革委政务信息化工程的建设、技术支持和网络运行维护工作，提供政务信息库（数据中心）开发运维、网络与信息安全保障、信息系统规划和集成、信息化工程监理及咨询评估等服务。
2. 负责国家电子政务外网的建设、运行维护及相关管理工作，提供外网平台、共性应用、信息安全、容灾备份、电子认证、电子司法鉴定等服务。
3. 承担大数据决策支持服务工作，负责大数据业务总体规划与综合管理，指导、协调全国经济信息系统大数据业务，与相关部委、机构、企业联合开展跨行业大数据应用。承担中国“一带一路”官网运行中心职能。
4. 承担宏观管理决策支持和信息资源开发工作，提供宏观经济和世界经济监测预测、宏观政策仿真研究、国家重点行业（重点区域）发展咨询研究、信息化及电子政务、电子商务相关研究及测评等服务。
5. 协调指导全国经济信息系统（国家电子政务外网地方运维系统）相关业务发展，组织建设全国性信息资源开发合作平台。
6. 开发建设“中国经济信息网”。
7. 组织开展信息化领域专业培训和人力资源开发[7]。

## 历任领导
| 主任 - 张寿（1987年—？，国家计委副主任兼） - 高新民（？—1998年1月4日） - 王春正（1998年1月4日—？，国家计委副主任兼） - 徐宏源（？—？） - 胡小明（？—？） - 程晓波（？—2019年10月） - 刘宇南（2019年10月—） 总工程师 - 宁家骏（？—？） 总经济师 - 乌家培（？—？） …… - 杨学山（1998年1月4日—？） 总会计师 | 常务副主任 - 周宏仁（？—？） - 刘鹤（1998年1月4日—2001年） - 王长胜（2002年6月—？） - 杜平（？—？，兼党委书记） 副主任 - 周宏仁（1987年—？） - 丁涤清（？—？） - 乌家培（？—？） - 李正男（？—1998年1月4日） - 徐漳河（1998年1月4日—？） - 王长胜（1998年1月4日—？） - 胡小明（1998年1月4日—？） - 杜链（1998年1月4日—？） - 沈大风（2002年6月—？） - 李凯（？—？） - 范剑平（？—？） - 刘强（？—？） - 马忠玉（2014年11月—2019年11月） - 周民（2014年11月—） - 徐长明（？—） - 张学颖（？—） 党委专职副书记 - 初燎原（？—？） |